# Sam, a tűzoltó
A Sam, a tűzoltó (eredeti cím: Fireman Sam, walesiül Sam Tân) 1987-ben indult brit báb (1987–2005) és 3D-s számítógépes animációs (2008–) sorozat, amelyet Dave Gingell, Dave Jones és Rob Lee alkotott.
Az Egyesült Királyságban a BBC One, a CBeebies és a Cartoonito sugározta. Magyarországon a JimJam, a Minimax, és a M2 mutatta be. A tizennegyedik évadot az M2 2025. május 23-án mutatta be.

## Ismertető
A főhős Sam, aki egy tűzoltó. Bátran végzi munkáját, kedveli a tűzoltócsapat és hőse az életmentő akcióknak. Munkája során egy izgalmas kalandot él át csapatával, mert egy tűzoltó élete rendkívül hasznos, fontos és nem unalmas. Hegyi mentés is lesz, amely félresikerült, ez az eset a barlangi túrázók kivezetése a labirintusos földalatti folyosókról. Lesznek komoly tűzesetek is, ahol a csapatnak szembe kell szállnia a forró égő lángokkal.

## Szereplők
| Szereplő           | Eredeti hang                                                                | Magyar hang                                                                      | Leírás |
| ------------------ | --------------------------------------------------------------------------- | -------------------------------------------------------------------------------- | --- |
| Samuel "Sam" Jones | John Sparkes (5. évad) Steven Kynman (6. évadtól)                           | Csankó Zoltán                                                                    | A körmöspálcási tűzoltóság rangidős tűzoltója. Kompetens és bátor szakember, aki segít biztonságban tartani Pontypandy lakóit. Úgy tartja, hogy az övé "a világ legjobb munkája", és gyakran segít vészhelyzetekben még a szabadnapjain is. Van azonban egy találékony oldala is, ami néha bajba sodorja, amikor egyik találmánya félresikerül. Később felhagyott a feltalálással, bár időnként még mindig kreatív tud lenni.                                                                             |
| Elvis Cridlington  | John Sparkes (5. évad) Steven Kynman (6. évadtól)                           | Magyar Attila (5–10., 14-16. évad) Katona Zoltán (11. évad)                      | Első osztályú tűzoltó Körmöspálcáson, valamint az állomás étkezésfelelőse. Sam segítője és tőle tanulja a szakmai fogásokat. A tűzoltóállomás szakácsaként szeret főzni, emellett szívesen gitározik is. |
| Norris Steele      | John Sparkes (5. évad) David Carling (6. évadtól)                           | Kajtár Róbert Németh Gábor (2 rész)                                              | A körmöspálcási tűzoltóállomás parancsnoka. Van egy sínpályán közlekedő tűzoltóvonata, amit Bessie-nek hívnak, valamint egy mobil irányítóegysége is. |
| Penny Morris       | Sarah Hadland (5. évad) Tegwen Tucker (6. évadtól)                          | Solecki Janka                                                                    | Tűzoltó Körmöspálcáson. Eredetileg Newtownból származik. Képzett vízimentő és hivatalos búvárvizsgával is rendelkezik. Egy Venus nevű mentőjárművet vezet. |
| Ellie Phillips     | Harriet Kershaw (10–13. évad) Alexandra Mardell (14. évadtól)               | Oláh Orsolya                                                                     | Tűzoltó Körmöspálcáson, Penny után a második női tűzoltó. A körmöspálcási ifjú tűzoltók vezetője, lelkes sportoló, és semmi sem állhat az útjába, ha egy feladatot el akar végezni. |
| Arnold McKinley    | John Hasler                                                                 | Szabó Máté                                                                       | Tűzoltó Körmöspálcáson. A technológia szakértője, gyakran az irodában dolgozik a számítógépen. |
| Horatio Boyce      | David Carling                                                               | Galbenisz Tomasz                                                                 | A körmöspálcási tűzoltóság parancsnoka, aki Newtownból származik. |
| Trevor Evans       | John Sparkes (5. évad) David Carling (6–12. évad) Gary Wilmot (13. évadtól) | Forgács Gábor (6–11. évad) Bartók László (14. évadtól)                           | Körmöspálcás buszsofőrje. Egy 1985-ös Ford Transit Dormobile-t vezet, és tartalékos tűzoltóként is szolgál. Dilys Price szerelme. |
| Dilys Price        | John Sparkes (5. évad) Su Douglas (6. évad)                                 | Rátonyi Hajni                                                                    | Az élelmiszerbolt tulajdonosa. Szigorú édesanya, gyakran fegyelmezi fiát, Normant. Egyedülálló anya. Pletykás zöldségesként jellemzik, és gyakran helytelenül használ szavakat. |
| Bella Lasagne      | Sarah Hadland (5. évad) Harriet Kershaw (10. évad)                          | Némedi Mari (5. évad) Gruber Zita (10. évad)                                     | Olasz állampolgár, aki Walesben él, és ő vezeti a pizzériát Körmöspálcáson. A Price családdal szemben lakik, és van egy Rosa nevű macskája, valamint egy Pavarotti nevű aranyhala is. Gyengéd és szerethető személyisége kontrasztban áll Dilys anyáskodó, irányító természetével. |
| Mike Flood         | David Carling                                                               | Seder Gábor (5–8. évad) Albert Gábor (9. évadtól)                                | Körmöspálcás ezermestere. Zöld furgonját szerszámok szállítására használja javítási munkákhoz. Felesége Helen Flood, lányuk pedig Mandy Flood. Nem túl szerencsés, és gyakran okoz baleseteket. |
| Helen Flood        | Sarah Hadland (5. évad) Su Douglas (6–12 évad) Ayesha Antoine (13. évadtól) | Árkosi Kati (5–8. évad) Erdős Borcsa (7–8. évad) Lázár Erika (9. évadtól)        | Körmöspálcás ápolónője. Férje Mike Flood, a közös lányuk Mandy Flood. Saját mentőautója és egy mentő furgonja van a hegyi mentőszolgálathoz. Jamaicai származású. |
| Tom Thomas         | John Sparkes (5. évad) David Carling (6. évadtól)                           | Papp Dániel                                                                      | Ausztrál helikopterpilóta. |
| Ben Hooper         | Alex Lowe                                                                   | Szatmári Attila                                                                  | A körmöspálcási parti őrség tagja. |
| Joe Sparkes        | Alex Lowe                                                                   |                                                                                  | A város szerelője. A lánya Hannah, a felesége pedig Lizzie. |
| Lizzie Sparkes     | Jo Wyatt                                                                    |                                                                                  | A város állatorvosa. A városi önkéntes mentőcsapat tagja is. A férje Joe, a lánya pedig Hannah. |
| Mrs. Chen          | Tegwen Tucker (8–12. évad) Siu-see Hung (13. évadtól)                       |                                                                                  | A város szigorú iskolatanára. Van egy kislánya, akit Lilynek hívnak. |
| Moose Roberts      | Nigel Whitmey                                                               | Szokol Péter                                                                     | Híres kanadai hegymászó. Ő birtokolja és vezeti a hegyi tevékenységek központját. |
| Garett Griffith    | Ifan Huw Dafydd (8–11. évad) Gary Andrews (12. évadtól)                     | Beratin Gábor                                                                    | Bronwyn apja, Sarah és James anyai nagypapája, valamint Charlie apósja. Ő üzemelteti a körmöspálcási gőzmozdonyt, amely egy rövid, meredek, történelmi vasútvonalon jár egészen Körmöspálcás-hegy lábáig. Úgy tűnik, fiatalkorában lelkes jachtos volt, és a körmöspálcási evezőcsapat kapitánya is volt. |
| Charlie Jones      | Steven Kynman                                                               | Renácz Zoltán (6. évadtól) Juhász Zoltán (7–8. évad)                             | Horgász. Sarah és James apja, valamint Sam öccse. Egy zöld színű halászhajót vezet. |
| Bronwyn Jones      | Tegwen Tucker                                                               | Törtei Tünde                                                                     | Sarah és James anyukája. Charlie Jones felesége, és Sam sógornője. Bella Lasagne távozásával Bronwyn vezeti a új kávézót. Bár városban nőtt fel, sokkal otthonosabban érzi magát Körmöspálcáson. |
| Norman Price       | John Sparkes (5. évad) Steven Kynman (6. évad)                              | Baráth István                                                                    | Dilys Price fia. Egy csintalan, vörös hajú fiú, akiből gyakran bűnbak lesz, mivel imád tréfákat űzni és gördeszkázni. Gyakran okoz baleseteket. |
| James Jones        | Joanna Ruiz (5. évad) Steven Kynman (6–7. évad) John Hasler (8. évadtól)    | Berkes Bence                                                                     | Ikertestvérek. Sarah az idősebb, James pedig a fiatalabb iker. Régebben nagyon tisztelték egymást, és jól nevelt gyerekek voltak, de a később testvéri rivalizálás alakult ki köztük, és már nem viselkednek olyan példamutatóan, mint korábban. Sarah egy nagyon társaságkedvelő, sokkal bátrabb és vagányabb lány, kicsit fiús jellemmel. James ezzel szemben érzékeny és óvatos, sokszor fél a dolgoktól, és kevés az önbizalma. Szüleik, Charlie és Bronwyn Jones, anyai nagyapjuk, Gareth Griffiths. |
| Sarah Jones        | Joanna Ruiz (5. évad) Tegwen Tucker (6. évadtól)                            | Bálint Sugárka (5. évadtól) Simonyi Réka (7–8. évad) Laudon Andrea (14. évadtól) | Ikertestvérek. Sarah az idősebb, James pedig a fiatalabb iker. Régebben nagyon tisztelték egymást, és jól nevelt gyerekek voltak, de a később testvéri rivalizálás alakult ki köztük, és már nem viselkednek olyan példamutatóan, mint korábban. Sarah egy nagyon társaságkedvelő, sokkal bátrabb és vagányabb lány, kicsit fiús jellemmel. James ezzel szemben érzékeny és óvatos, sokszor fél a dolgoktól, és kevés az önbizalma. Szüleik, Charlie és Bronwyn Jones, anyai nagyapjuk, Gareth Griffiths. |
| Mandy Flood        | Sarah Hadland (5. évad) Tegwen Tucker (6–12. évad) Su Douglas (13. évadtól) | Dögei Éva (5–11. évad) Hermann Lilla (14. évadtól)                               | Fiatal lány, aki Norman Price barátja. Szüleivel, Helennel és Mike Flooddal él. Mandy vegyes származású. |
| Derek Price        | Steven Kynman                                                               | Nagy Gereben                                                                     | Norman unokatestvére. Igazi mintagyerek, Norman teljes ellentéte. |
| Hannah Sparkes     | Jo Wyatt                                                                    | Gulás Fanni                                                                      | Kerekesszékes kislány. Joe és Lizzie Sparkes lánya. |
| Lily Chen          | Su Douglas (8–12. évad) John Hasler (13. évadtól)                           |                                                                                  | Mrs. Chen totyogó kislánya. |

## Epizódok
| Évad | Évad | Epizódok | Eredeti sugárzás   | Eredeti sugárzás     | Magyar sugárzás     | Magyar sugárzás    |
| Évad | Évad | Epizódok | Évadpremier        | Évadfinálé           | Évadpremier         | Évadfinálé         |
| ---- | ---- | -------- | ------------------ | -------------------- | ------------------- | ------------------ |
|      | 1    | 8        | 1987. november 17. | 1987. december 10.   | 2008. május 5.      | 2008. május 12.    |
|      | 2    | 9        | 1988. október 25.  | 1988. december 22.   | 2007. december 25.  | 2008. május 19.    |
|      | 3    | 9        | 1990. október 15.  | 1990. december 17.   | 2008. május 20.     | 2008. május 28.    |
|      | 4    | 8        | 1994. október 25.  | 1994. november 17.   | 2008. május 29.     | 2008. június 5.    |
|      | 5    | 26       | 2005. április 4.   | 2005. április 29.    | 2006. június 2.     | 2006. július 7.    |
|      | 6    | 26       | 2008. február 11.  | 2008. március 17.    | 2011. december 19.  | 2012. január 23.   |
|      | 7    | 26       | 2008. november 11. | 2008. december 16.   | 2013. december 25.  | 2014. január 19.   |
|      | 8    | 26       | 2012. március 3.   | 2012. november 10.   | 2012. december 14.  | 2013. január 9.    |
|      | 9    | 25       | 2014. április 5.   | 2014. szeptember 20. | 2014. december 18.  | 2015. január 11.   |
|      | 10   | 25       | 2016. február 15.  | 2016. augusztus 26.  | 2016. szeptember 8. | 2016. október 2.   |
|      | 11   | 13       | 2017. november 18. | 2018. május 9.       | 2018. november 5.   | 2018. november 13. |
|      | 12   | 13       | 2020. október 26.  | 2021. február 17.    | TBA                 | TBA                |
|      | 13   | 26       | 2021. október 4.   | 2022. október 7.     | TBA                 | TBA                |
|      | 14   | 26       | 2022. november 1.  | 2023. július 7.      | 2025. május 23.     | 2025. június 4.    |
|      | 15   | 26       | 2023. október 21.  | TBA                  | 2025. június 5.     | 2025. június 17.   |
|      | 16   | 26       | 2024. október 1.   | TBA                  | 2025. június 17.    | 2025. június 26.   |

## A sorozat készítése
Az eredeti ötlet két egykori londoni tűzoltótól, Dave Gingelltől és David Jonestól származik, miután megvásároltak egy Anthony Miller művész által írt stop-motion animációs könyvet. Felkeresték Mike Youngot, a SuperTed alkotóját Barryben, és megkérték, hogy fejlessze tovább az ötletüket. Az elképzelést ezután bemutatták Chris Grace-nek, az S4C animációs igazgatójának, aki korábban a SuperTed sorozatot is megrendelte, és látott fantáziát a projektben, ezért megbízta a sorozat elkészítésével.
A karaktereket és a történeteket Rob Lee, cardiffi illusztrátor alkotta meg, aki a SuperTed szereplőit is tervezte. A műsort stop-motion animációval készítették, ami azt jelentette, hogy akár négy napba is beletelhetett egy percnyi bábfilm előállítása. A Sam, a tűzoltó azóta is számos országban került adásba világszerte, és több mint 25 nyelvre fordították le, beleértve a mandarint is.
Az eredeti sorozatban az összes szereplő hangját John Alderton adta. A későbbi évadokban már több színész szinkronizálta a karaktereket.
Mike Young 2021-ben kijelentette, hogy a Sam, a tűzoltóhoz és a SuperTedhez hasonló műsorok nem jöhettek volna létre kormányzati támogatás nélkül az S4C részéről.